# 吸湿発熱繊維
吸湿発熱繊維（きゅうしつはつねつせんい）とは、汗などの水分を吸収して発熱する繊維。
スポーツウェアや肌着、膝サポーター、腹巻、キルティングの中綿などに用いられる。吸湿発熱素材、吸湿発熱ウェアと呼ばれることもある。

## 吸湿発熱の原理・概要
古くから、ウールが吸湿して暖かくなることは知られていた。特に電解質の極性官能基を分子にもつ、吸水性のある繊維に見られる性質である。これは、主に水分子が繊維表面のカルボキシ(ル)基などの親水基と強く相互作用し、水和エネルギーが熱として放出されるためである。また、水を吸収した繊維分子の非晶部分の膨潤によって、その中の高分子鎖が引き伸ばされ（エントロピー弾性発現機構）て放出される熱も発熱に幾分寄与している。
極性官能基を化学的に導入したり、ウールよりも繊維を細くして全体の表面積を増やすことで、吸湿性を高め、水を多く吸着するようにした合成繊維が開発された。このような吸湿性能を高めた繊維と綿などを混用した素材を「吸湿発熱素材」と呼び、商品化が行なわれている。
無限に発熱を続けるわけではなく、繊維の吸湿が飽和状態になるとそれ以上は発熱しなくなるため、衣料に用いた場合の効果は最初の数分から十数分に限られる。

## 商標例
- ブレスサーモ（ミズノ）
- エクス（eks）（日本エクスラン工業・東洋紡）[8]
- モイスケア（東洋紡）[9]
- ヒートテック（ユニクロ、東レ[5]）
- ヒートファクト（イオン、東洋紡・住友化学）
- ボディヒーター（Body Heater）（イトーヨーカ堂、東レ[5]）
- アイヒート（株式会社ジャパーナ）

## その他
全くの別物として、吸湿発熱ではなく、太陽光を蓄熱する「蓄熱保温素材」（セラミックスによる吸光熱変換機能）、加熱されることで遠赤外線を放射するセラミックス繊維などもある。